# Nosalinek
Nosalinek (deutsch Neu Nitzlin) ist ein Weiler in der Woiwodschaft Westpommern in Polen. Er gehört zum Ort Nosalin (Nitzlin) der Landgemeinde Postomino (Pustamin) im Powiat Sławieński.
Die Ortschaft liegt etwa 800 Meter nordnordwestlich vom Ortskern Nosalins.

## Weblink
- https://et.utc.city/2605206

## Fußnote
1. ↑  Entfernung lt. routing.openstreetmap.de